# 捺缽

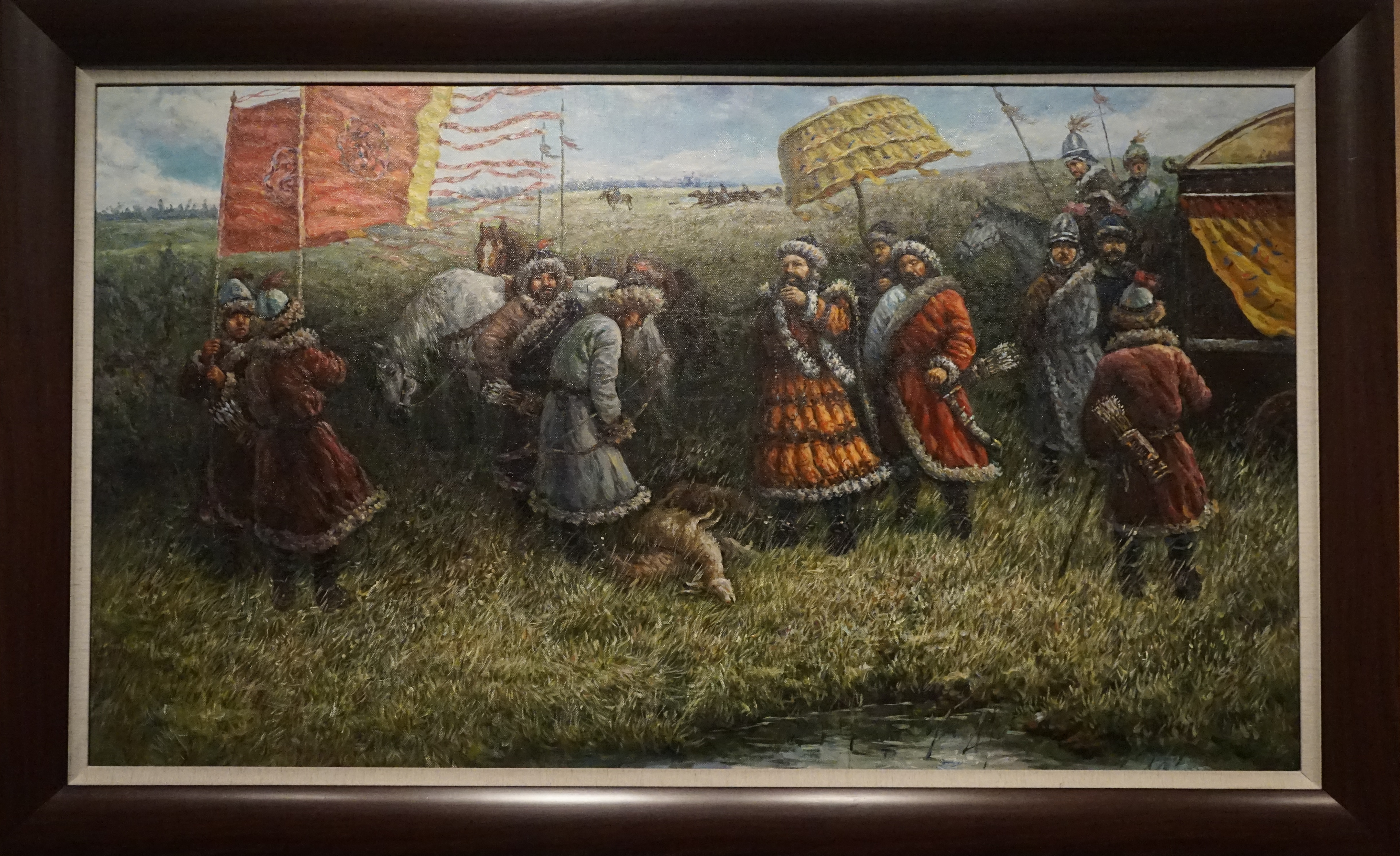
春捺钵油画

捺缽是契丹语，漢語譯為行營、行轅、行在、營盤﹐意为遼朝帝王的行营。
遼朝雖以遼上京作為首都，但是其政治核心不在首都，而在捺钵（契丹语“行在所”、“行宫”的音译）。這是因為遼朝的主要民族契丹族為遊牧民族。由於契丹族轉徙不定、車馬為家的特性，決定了皇帝的巡狩制。一切重大政治問題均在捺缽隨時決定，是处理政务的行政中心。每年又“四時巡狩”，“四時各有行在之所，謂之捺缽”。皇帝在遊獵地區設的行帳，以區別於皇都的宮帳。因氣候、自然條件的制約，四時各有捺缽之地。
捺钵一語最早记载自马扩的《茆斋自叙》。《辽史》有“春捺钵”条：“春捺钵曰鸭子河濼。皇帝正月上旬起牙帐，约六十日方至。天鹅未至，卓帐冰上，凿冰取鱼。冰泮，乃纵鹰鹘捕鹅雁。”
遼朝皇帝每年只在上京暫住，經常遷移。每年兩次，北面和南面官被召到捺鉢商討國事。皇帝遊幸期間，由北面高官陪伴，一起生活。南面官則於冬天南下中京，處理漢人臣民的事務，只有一名丞相及幾名文書充當皇帝的日常隨從。
辽代皇帝的捺钵体制在四个季节分别安排了不同的活动，以适应季节和气候的变化。“春捺钵地一般在鸭子河泺，其活动有钓鱼、捕捉天鹅等。夏捺钵一般在黑山，吐尔山一带，皇帝夏天来此避暑...秋捺钵的主要活动是围猎...冬捺钵之地主要是在广平淀，皇帝来此避寒是主要目的。”

## 遗迹
- 春捺钵遗址群，位于吉林省松原市乾安县，第七批全国重点文物保护单位（古遗址）。